# Золотой вулкан
«Золото́й Вулка́н» (фр Le Volcan d’or) — авантюрный роман французского писателя Жюля Верна. Опубликован в 1906 году (после смерти автора), однако оригинальная авторская рукопись романа вышла Франции только в 1989 году под названием «Золотой вулкан. Оригинальная версия».

## Сюжет
В Канаде живут два кузена — Сумми Ским и Бен Раддл. Сумми — спокойный человек, получающий удовольствие от размеренной жизни. А вот второй кузен, инженер, полностью противоположен по характеру господину Скиму. К Сумми приходит письмо о том, что его дядя имел прииск в Клондайке,  в штате Юкон. Кузены решают, что они поедут в золотоносный край, чтобы продать прииск за не очень крупную сумму. Сумми Ским очень хотел переехать в свою ферму «Зелёная поляна», однако инженер уговорил его ехать. Доехав до Ванкувера, они пересели на корабль «Фут-бол» и отправились на север. На палубе корабля они знакомятся с грубыми техасскими авантюристами-золотоискателями Хантером и Мэлоуном и с двумя скромными и красивыми девушками Жанной и Эдитой Эджертон, дочерьми знаменитых миллионеров. Они в огромных трудностях пересекают перевал Чилкут, проезжают через Доусон и наконец оказываются на своём прииске № 129, однако ещё до путешествия они узнали то, что соседний прииск № 131 принадлежит Хантеру и Мэлоуну. Они знакомятся с Лориком, разрабатывают прииск. Жанна и Эдита Эджертон остаются в Доусоне, чтобы работать медсёстрами в госпитале.
Сумми Скиму очень не нравится, что Бен Раддл разрабатывает прииск — он хотел быстро его продать и переехать домой. Кроме того, идёт уточнение границы между Аляской и Канадой. Единственным развлечением Сумми Скима в Клондайке была охота с индейцем Нелуто. Вскоре кузены узнают, что Жанна Эджертон отправилась золотоискателем в тот же Клондайк. Она знакомится с неким Патриком и покупает прииск на номер 127-бис. Во время своего странствия она прикидывается ребёнком. Однажды рабочие приисков № 129 и № 131 чуть не доходят до стычки из-за самородка, однако полиция останавливает их. Вскоре происходит наводнение, и все прииски в районе реки Фортимайл затапливает. Герои переезжают в Доусон, и проводят там очень тяжёлую зиму. Во время охоты герои находят полумёртвого француза. Он в больших муках рассказывает им о том, что далеко на севере Канады имеется вулкан, извергающий золото, и что он видел его своими глазами. Затем француз умирает, оставляя людям карту и письма. Находящейся в Хантер и Мэлоун узнают от индейца Крарака информацию о той же Золотой горе, и когда срок техасцев окончился, они помогают сбежать Крараку, срок которого был большим. Они направились к Золотой горе. То же самое проделывают кузены с Жанной Эджертон. Они успевают первыми. Однако приехав, они замечают то, что достать золото из вулкана они не могут, необходимо искусственное извержение. Через некоторое время к ним приехал Хантер, и началась стычка. В ней пришлось вызвать извержение, Хантер и Мэлоун погибают, но всё золото (за исключением одного самородка) падает в море. Герои возвращаются, однако скоро обнаруживают, что река Фортимайл поменяла русло. В результате обнаружились очень богатые прииски, и Сумми с Беном стали очень богатыми. Затем кузены женятся на Жанне и Эдите Эджертон.

## Оригинальная версия романа
Роман писался в 1899—1902 году, однако Жюль Верн считал эту книгу не очень удачной, и поэтому не публиковал.
Книга была отредактирована Мишелем Верном и опубликована в 1906 году. Оригинальная версия вышла только в 1989 году. Была издана Обществом Жюля Верна. Двухтомник вмещал в себя 313 страниц (15 в первом томе и 14 во втором). Роман был переведён на русский язык Е. Соколовым и Ю. Шкаленко и издан издательством «Ладомир».